# Chakib Benzoukane
Chakib Benzoukane (en arabe : شكيب بنزوكان), est un footballeur international marocain né le 7 août 1986. Il occupe le poste de latéral droit.
Il a joué avec l'équipe olympique du Maroc qui s'est classé 4e lors du championnat du monde junior 2005.
Il a par ailleurs disputé 3 matchs en Ligue des champions et 6 matchs en Ligue Europa avec le Levski Sofia.

## Carrière
- 2005-2007 :  Kawkab de Marrakech
- 2007-2011 :  Levski Sofia
- 2011-2012 :  Apollon Limassol Football Club
- 2012-2014 :  Hatta Club
- 2014-2015 :  Olympique Club de Khouribga
- 2016:  Raja de Beni Mellal[1]

## Sélections en équipe nationale
| Caps | Date       | Match                   | Lieu       | Score | Compétition    |
| 1    | 10/10/2009 | Gabon - Maroc           | Libreville | 3 - 1 | Elim.CM 2010   |
| 2    | 11/08/2010 | Maroc – Guinée Equ.     | Rabat      | 2 - 1 | Amical         |
| 3    | 04/09/2010 | Maroc - Centrafrique    | Rabat      | 0 - 0 | Elim. CAN 2012 |
| 4    | 17/11/2010 | Irlande du Nord - Maroc | Belfast    | 1 - 1 | Amical         |
| ---- | ---------- | ----------------------- | ---------- | ----- | -------------- |

## Palmarès
- Champion de Bulgarie en 2009 avec le Levski Sofia
- Vainqueur de la Supercoupe de Bulgarie en 2007 et 2009 avec le Levski Sofia